# 高田静雄
高田 静雄（たかだ しずお、1909年（明治42年）3月5日 - 1963年（昭和38年）12月10日）は、日本の砲丸投選手、写真家。

## 経歴・人物
広島県広島市出身。旧制広陵中学校中退。日本陸上競技選手権大会では、1927年から1935年までの間に砲丸投げで6回優勝。1934年（昭和9年）に大連で開催された日米対抗陸上競技大会において14m13の日本記録を樹立した。この記録は1953年まで保持された。通称「砲丸王」と呼ばれた。
1936年ベルリンオリンピックに砲丸投げで出場したが予選で失格。
1945年（昭和20年）8月6日、広島市への原子爆弾投下の際、爆心地から約680メートルの中国配電（現中国電力）本店で被爆。戦後、写真家となり、1959年（昭和34年）に「聖なる道」で全日本写真サロン特選、1960年ローマオリンピックのスポーツ写真展で入賞した。1963年（昭和38年）被爆の後遺症による白血病のため死去。

## 関連文献
- 曾根幹子「「戦没オリンピアン」をめぐる調査と課題 ―広島県出身選手を事例に―」『広島市公文書館紀要』第32号、2020年、1-13頁。
  - 表1 日本人戦没オリンピアン（2020年1月末日現在）(pp.9-10)